# フェミニスト・アート・ギャラリー
フェミニスト・アート・ギャラリー(英語: Feminist Art Gallery、通称FAG)はオンタリオ州トロントにあるアートギャラリーである。2010年にアリソン・ミッチェルとディアドラ・ローグによって共同創設された「目に見える足跡」であると称されている。
アリソン・ミッチェルはヨーク大学の女性学部に所属する教授で芸術家で、ディアドラ・ローグは芸術センターであるVtapeで働いており、2人でFAGを作り上げた。
FAGのミッションは持続可能でフェミニストかつクィアな芸術を育成することであり、かつ政府や機関などが拠出する公的資金に頼らずに芸術家が運営するセンターについてオルタナティブなモデルを提供することである。FAGは芸術作品の展示スペースを提供するとともに、活動しはじめたばかりの芸術家や、クィアな芸術家、非白人の芸術家など不可視化されやすい芸術家が活躍できる機会を提供している。 
FAGの企画においては芸術家は申請書を提出せず、この点で伝統的なギャラリーとは異なる運営を行っている。ミッチェルとローグが「野生のキュレーター」として活動しており、これは友人や同僚を頼りにどの芸術家の作品を展示すればよいか示唆してもらうことを意味している。芸術作品は売りに出されておらず、芸術家は「マトロネージ・プログラム」を通じた私的な寄付から謝礼を受け取っている。
FAGの最も著名なプロジェクトは「シビル・パートナーシップークィア&フェミニスト・アート&アクティヴィズム」(“Civil Partnerships-Queer & Feminist Art & Activism”)と呼ばれる展示のためにブライトン大学が資金を拠出した一連のバナーである。 四角いかぎ針編みの4種類のバナーで、「我々は競争できない」(“WE CAN’T COMPETE”)、「我々は競争しない」( “WE WON’T COMPETE”)、「我々はついていけない」(“WE CAN’T KEEP UP”)、「我々は控えない」(“WE WON’T KEEP DOWN”)という文字が書かれている。こうしたスローガンはFAGの中心的な命題である。
FAGはサンフランシスコ近代美術館やテート・モダンなどの機関と協働しており、2015年にはアートギャラリー・オブ・オンタリオでアーティスト・イン・レジデンスをつとめた。ウィッパースナッパー・ギャラリー、ザ・パワー・ポイント、ヨーク大学ギャラリー、アクセス・ギャラリー、アーティスツ・インデペンデント・アーカイヴズ、ゴールドスミス・カレッジなどとも一緒にプロジェクトを実施している。